# 魏立东
魏立东（1962年—），辽宁葫芦岛人，汉族，中华人民共和国政治人物、第十二届全国人民代表大会辽宁地区代表。
毕业于大连理工大学动力机械与工程专业，加入中国共产党。2013年，被选为全国人大代表。2016年因涉嫌贿选被认定当选无效。